# Salka
Salka est une commune du district de Nové Zámky, dans la région de Nitra, en Slovaquie.

## Histoire
La première mention écrite du village date de 1156.
La localité fut annexée par la Hongrie après le premier arbitrage de Vienne le 2 novembre 1938. En 1938, on comptait 1 632 habitants dont 8 d'origine juive. Elle faisait partie du district de Szob (hongrois : Szobi járás). Le nom de la localité avant la Seconde Guerre mondiale était Salka/Szalka. Durant la période 1938-1945, le nom hongrois Ipolyszalka était d'usage. À la libération, la commune a été réintégrée dans la Tchécoslovaquie reconstituée.

## Démographie

### Évolution de la population
| Année:               | 1994. | 2004.   | 2014.   | 2024.   |
| -------------------- | ----- | ------- | ------- | ------- |
| Nombre de personnes: | 1107  | 1059    | 1017    | 983     |
| Différence:          |       | -4,33 % | -3,96 % | -3,34 % |

| Année:               | 2023. | 2024.   |
| -------------------- | ----- | ------- |
| Nombre de personnes: | 979   | 983     |
| Différence:          |       | +0,40 % |